# Hammerschmitt (Band)
Hammerschmitt ist eine deutsche Rockband, die der Neuen Deutschen Härte zugeordnet wird. Sie ging aus der von 1987 bis 1996 aktiven Band Pierrot hervor. 1997 erfolgte mit der Namensänderung in Hammerschmitt ein Stilwandel. Die Band hat insbesondere in der Bikerszene durch zahlreiche Auftritte auf sogenannten Bikertreffen Kultstatus erlangt.

## Geschichte
1997 erfolgte die Umbenennung in Hammerschmitt, die laut bandeigener Aussage „neue Visionen und Kräfte“ freilegen sollte. Von nun an sollte es „härter und moderner“ klingen. Noch im selben Jahr wurde mit Hilfe von Manfred Gruber, mit dem man bereits bei Pierrot zusammengearbeitet hatte, im Flaucherpark Studio in München eine Demo aufgenommen. Diese enthielt mit Nein, Einsamkeit und BSE drei deutschsprachige Lieder, die neben Coverversionen u. a. von Rammstein, Metallica und AC/DC auf den ersten Konzerten gespielt wurden und auch noch heute gespielt werden. Nach zwei Jahren Konzertpause erschien über das Label MTM Music ihr selbstbetiteltes Debütalbum. Der Vergleich zu Rammstein überwog in den meisten Albumkritiken. Nach dem Gewinn des Speedball Festival Awards in Luckau versuchte sich die Band deshalb bewusst vom Schubladendenken „hart und deutsch sei automatisch Rammstein“ zu befreien und veröffentlichte eine Demo mit drei englischsprachigen Liedern, allerdings nur zu Promozwecken.
Die Jahre 2003 bis 2004 stellen die bis dato erfolgreichsten Jahre für die Band dar. 40 Konzerte wurden in diesem Zeitraum gespielt, darunter auch der Auftritt als Headliner auf der Biker Union, dem größten Bikertreffen Deutschlands. Dieser verschaffte Hammerschmitt einen bis heute anhaltend hohen Bekanntheitsgrad in der Bikerszene. Im Dreamscape Studio arbeitete Hammerschmitt mit Produzent Jan Vacik an ihrem zweiten Album, das 2005 unter dem Namen Mein Herz erschien.

## Diskografie

### Studioalben
- Hammerschmitt (2000, MTM Music)
- Mein Herz (2005, Indys)
- 12 – Jenseits der Stille (2011, Sky Productions)
- Still on Fire (2016, Massacre Records)
- Dr. Evil (2019, Massacre Records)

### Konzertalben
- 20 Jahre für die Ewigkeit (2006, Silver Wolf)

### Singles
- Heimat (2012)
- Auserwählt (2012)
- Killed by Death (2016; Motörhead Cover)
- Say My Name (2019)
- Dr. Evil (2019)

### EPs
- Born to Rock – Vol.1 (2013, Sky Productions)
- Born to Rock – Vol.2 (2016, Sky Productions)

### Demos
- Hammerschmitt (1997)
- Crazy (2002)

### DVD
- 20 Jahre für die Ewigkeit (2006, Silver Wolf)

## Musikvideos
- 2019: Say My Name (Regie/Produktion: Fabian Wenzl, Gernot Kroiß / OGM Studios Video Production)
- 2019: Dr. Evil (Regie/Produktion: Fabian Wenzl, Gernot Kroiß / OGM Studios Video Production)
- 2019: Saints Of Rock (Regie/Produktion: Fabian Wenzl, Raphael Kroiß / OGM Studios Video Production)
- 2019: End of Time (Regie/Produktion: Fabian Wenzl, Raphael Kroiß / OGM Studios Video Production)